# Gounte
Gounte est un village du Cameroun situé dans le département de la Kadey et la région de l'Est. Il fait partie de la commune de Nguelebok, du canton kaka Mbondjo.

## Population
En 1966, le village comptait 146 habitants, principalement des kaka.
Lors du recensement de 2005, on y dénombrait 450 personnes.

## Infrastructures
Gounte dispose notamment d'un centre de santé intégré, d'un collège d'enseignement secondaire, d'une école publique et d'une école maternelle, de deux puits.